# عینی (خراسان)
عینی جماعت و شهرکی در جنوب غربی کشور تاجیکستان است که در ناحیهٔ خراسان ولایت ختلان قرار دارد. جمعیت این جماعت ۱۸۴۶۷ است.